# 703-й штурмовой авиационный полк
703-й штурмовой авиационный Таллинский ордена Кутузова полк — авиационная воинская часть ВВС РККА штурмовой авиации в Великой Отечественной войне.

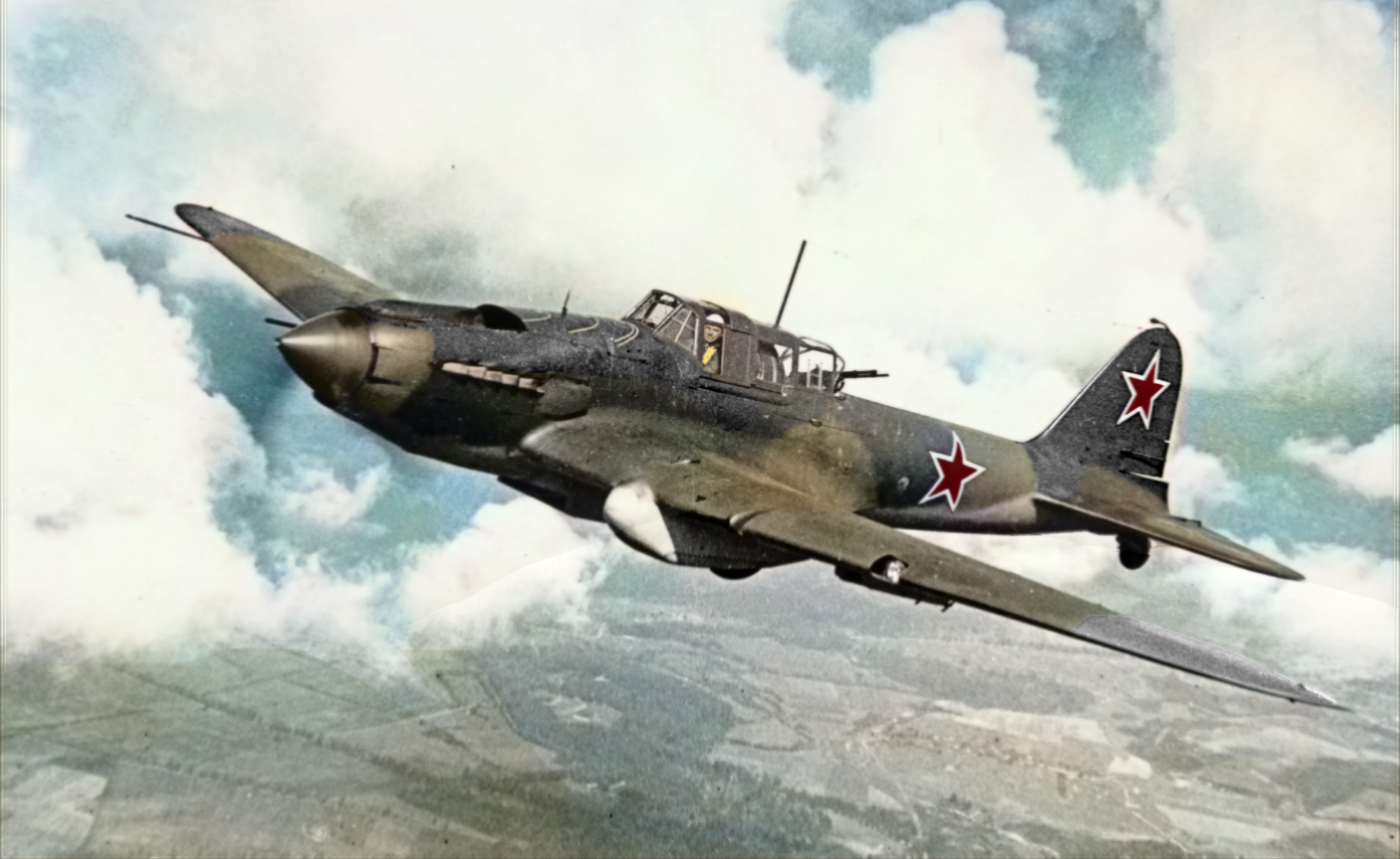
На вооружение полка самолёт Ил-2 поступил в сентябре 1942 года, после переформирования полка в штурмовой.

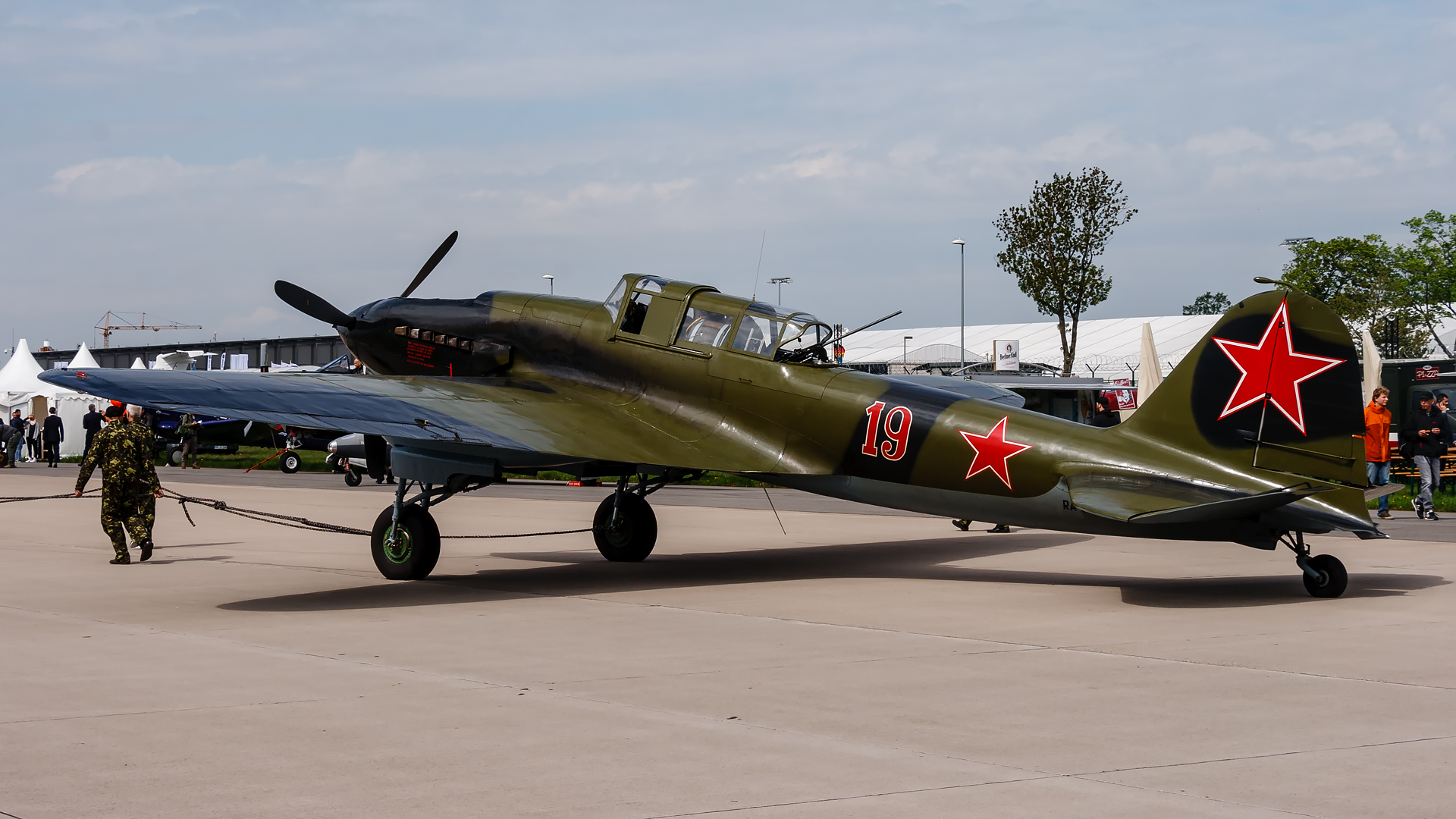
Конструкторы называли разработанный ими штурмовик Ил-2 «летающим танком», пилоты-истребители люфтваффе прозвали его «бетонным самолётом» (нем. Betonflugzeug), солдаты вермахта называли его «чумой» (нем. Schwarzer Tod, дословно: «чёрная смерть»).

## Наименование полка
В различные годы своего существования полк имел наименования:
- 703-й ближнебомбардировочный авиационный полк;
- 703-й бомбардировочный авиационный полк;
- 703-й штурмовой авиационный полк[1];
- 703-й штурмовой авиационный Таллинский полк[1];
- 703-й штурмовой авиационный Таллинский ордена Кутузова полк[1].
- Войсковая часть (Полевая почта) 42168[2]

## История и боевой путь полка
Полк сформирован как 703-й бомбардировочный авиационный полк. Принимал участие в боевых действиях на Западном фронте, в составе ВВС 61-й армии принимал участие в Битве за Москву с 10 декабря 1941 года по 16 марта 1942 года. В феврале остался без материальной части и подчинялся напрямую ВВС Западного фронта. Выведен в тыл на переформирование.
В конце марта полк прибыл в Ижевск в состав 34-го запасного авиаполка 3-й запасной авиабригады ВВС Приволжского военного округа. 20 апреля 1942 года переформирован в штурмовой авиаполк и начал переучивание на Ил-2. 7 августа после окончания обучения прибыл в состав 3-й резервной авиабригады Резерва Ставки ВГК на территории ВВС Московского военного округа.
До октября 1942 года полк проходил подготовку по второму разделу программы переучивания в составе 3-й резервной авиабригады Резерва Ставки ВГК на аэродроме Борки Калининской области. Приказом 3 РАБ полк 7 октября 1942 года убыл в распоряжение командующего 14-й воздушной армии на Волховский фронт на ст. Хвойная. С 9 октября 1942 года полк вошёл в состав 281-й штурмовой авиадивизии. 12 октября полк прибыл на аэродром Коломенка, имея в боевом составе 21 самолёт Ил-2. До 31 октября полк занимался по плану учебно-боевой подготовки и боевых действий не вел.
В период с 13 по 17 ноября 1942 года полк в составе дивизии действовал в интересах 59-й армии, проводившей наступательную операцию по улучшению своего положения на западном берегу реки Волхов. С 12 января 1943 года полк участвует в прорыве блокады Ленинграда. С 18 марта по 3 апреля 1943 года полк содействовал наступлению 8-й армии. В Мгинской наступательной операции полк содействовал частям 8-й армии. С 15 по 25 сентября 1943 года дивизия боевых действий не вела. Со 2 сентября полк начал боевые действия способом «свободная охота». С 16 октября управление дивизии перебазировалось в Любцы, а полк — с аэродрома Городно на аэродром Ветренка, а 18 октября с аэродрома Ветренка на аэродром Жерновка.
В дальнейшем полк в составе дивизии участвовал в Новгородско-Лужской, Ленинградско-Новгородской, Свирско-Петразаводской, Нарвской, Прибалтийской наступательной и Моонзундской десантной операциях.
В конце декабря 1944 года полк в составе дивизии перебазировался на аэродром Куусику. Особенно полки дивизии отличились в боях на Карельском перешейке, под Ленинградом и в Эстонии, где дивизии приходилось действовать в сложной наземной и воздушной обстановке, при активном противодействии авиации противника. Полки дивизии участвовали в освобождении городов Виипури, Нарва, Новгород, Таллин. Полку за отличие в боях при овладении столицей Эстонской ССР городом Таллин (Ревель) — важной военно-морской базой и крупным портом на Балтийском море присвоено почётное наименование «Таллинский», а за образцовое выполнение заданий командования в боях немецкими захватчиками, за овладение островом Сарема (Эзель) и проявленные при этом доблесть и мужество Указом Президиума Верховного Совета СССР от 16 декабря 1944 года награждён орденом «Кутузова III степени».
В составе действующей армии полк находился с 10 декабря 1941 года по 16 марта 1942 года (как 703-й ближнебомбардировочный авиационный полк) и 9 октября 1942 года по 9 мая 1945 года (как 703-й штурмовой авиационный полк).
После войны полк входил в состав 281-й штурмовой авиадивизии 13-й воздушной армии Ленинградского военного округа, с августа 1945 года базировался на аэродроме Лембите (Тарту, Эстонская ССР). В соответствии с Постановлениями Совета Министров СССР от 27 апреля 1946 года и на основании приказа Министра Вооружённых сил от 10 июня 1946 года 281-я штурмовая авиационная Новгородская Краснознамённая дивизия передана в состав вновь образованных Воздушно-десантных войск и получила наименование 281-я транспортная авиационная Новгородская Краснознамённая дивизия. 703-й штурмовой авиационный Таллинский ордена Кутузова полк был расформирован 27 апреля 1946 года на аэродроме Тарту в составе 281-й штурмовой авиационной Новгородской Краснознамённой дивизии.

## Командиры полка
- майор, подполковник Еремин Василий Павлович, 11.1941 - 01.1943
- капитан, майор, подполковник Самойлов Георгий Дмитриевич, 01.1943 — 1944

## В составе соединений и объединений
| Дата          | Фронт (округ)                        | Армия                               | Дивизия                             | Примечания |
| ------------- | ------------------------------------ | ----------------------------------- | ----------------------------------- | ---------- |
| 02.11.1941 г. | Приволжский военный округ            | ВВС 61-й армии                      |                                     |            |
| 15.11.1941 г. | Юго-Западный фронт                   | ВВС 61-й армии                      |                                     |            |
| 24.12.1941 г. | Брянский фронт                       | ВВС 61-й армии                      |                                     |            |
| 13.01.1942 г. | Западный фронт                       | ВВС 61-й армии                      |                                     |            |
| 13.05.1942 г. | Западный фронт                       | 207-я смешанная авиационная дивизия |                                     |            |
| 20.05.1942 г. | Западный фронт                       | ВВС Западного фронта                |                                     |            |
| 01.06.1942 г. | Резерв Верховного Главнокомандования | ВВС Московского военного округа     | 3-я резервная авиационная бригада   |            |
| 09.10.1942 г. | Волховский фронт                     | 14-я воздушная армия                | 281-я штурмовая авиационная дивизия |            |
| 15.02.1944 г. | Ленинградский фронт                  | 14-я воздушная армия                | 281-я штурмовая авиационная дивизия |            |
| 26.02.1944 г. | Ленинградский фронт                  | 13-я воздушная армия                | 281-я штурмовая авиационная дивизия |            |
| 24.04.1944 г. | 3-й Прибалтийский фронт              | 14-я воздушная армия                | 281-я штурмовая авиационная дивизия |            |
| 01.06.1944 г. | Ленинградский фронт                  | 13-я воздушная армия                | 281-я штурмовая авиационная дивизия |            |
| 09.05.1945 г. | Ленинградский фронт                  | 13-я воздушная армия                | 281-я штурмовая авиационная дивизия |            |
| 24.07.1945 г. | Ленинградский военный округ          | 13-я воздушная армия                | 281-я штурмовая авиационная дивизия |            |

## Участие в операциях и битвах
- Битва за Москву — с 10 декабря 1941 года по 16 марта 1942 года
- Битва за Ленинград:
  - Синявинская операция — с 19 августа 1942 года по 1 октября 1942 года.
  - Прорыв блокады Ленинграда — с 12 января 1943 года по 30 января 1943 года.
  - Мгинская наступательная операция — с 22 июля 1943 года по 22 августа 1943 года.
- Ленинградско-Новгородская стратегическая наступательная операция:
  - Новгородско-Лужская наступательная операция — с 14 января 1944 года по 15 февраля 1944 года.
  - Ленинградско-Новгородская операция — с 14 января 1944 года по 23 февраля 1944 года.
- Псковская наступательная операция — с 9 марта 1944 года по 15 апреля 1944 года.
- Выборгско-Петрозаводская операция:
  - Свирско-Петрозаводская операция — с 21 июня по 9 августа 1944 года.
- Нарвская операция — с 24 июля 1944 года по 30 июля 1944 года.
- Прибалтийская операция — с 14 сентября 1944 года по 24 ноября 1944 года.
  - Таллинская операция — с 17 сентября 1944 года по 26 сентября 1944 года.
  - Моонзундская операция — с 27 сентября 1944 года по 24 ноября 1944 года.

## Награды
703-й штурмовой авиационный Таллинский полк за образцовое выполнение заданий командования в боях немецкими захватчиками, за овладение островом Сарема (Эзель) и проявленные при этом доблесть и мужество Указом Президиума Верховного Совета СССР от 16 декабря 1944 года награждён орденом Кутузова III степени.

## Почетные наименования
703-му штурмовому авиационному полку за отличие в боях при овладении столицей Эстонской ССР городом Таллин (Ревель) — важной военно-морской базой и крупным портом на Балтийском море приказом НКО № 0338 от 22 октября 1944 года на основании приказа ВГК № 191 от 22 сентября 1944 года присвоено почётное наименование «Таллинский».

## Благодарности Верховного Главнокомандующего
Воинам полка в составе 281-й штурмовой дивизии объявлены благодарности Верховного Главнокомандующего:
- За отличия в боях при прорыве обороны противника на Карельском перешейке севернее города Ленинград и овладение городом и крупной железнодорожной станцией Териоки, важным опорным пунктом обороны противника Яппиля и занятии свыше 80 других населенных пунктов[13].
- За прорыв линии Маннергейма, преодоление сопротивления противника на внешнем и внутреннем обводах Выборгского укрепленного района и овладение штурмом городом и крепостью Выборг[14].
- За отличие в боях при овладении штурмом городом и крепостью Нарва — важным укрепленным районом обороны немцев, прикрывающим пути в Эстонию[15].
- За отличие в боях при прорыве сильно укрепленной обороны противника севернее города Тарту, освобождении более 1500 населенных пунктов[16].
- За отличие в боях при овладении столицей Эстонской ССР городом Таллин (Ревель) — важной военно-морской базой и крупным портом на Балтийском море[12].
- За отличие в боях при овладении городом Пярну (Пернов) — важным портом в Рижском заливе[17].
- За отличие в боях при овладении островом Сааремаа (Эзель), превращенного немцами в опорный пункт, прикрывающий подступы к Рижскому заливу, и полном освобождении территории Советской Эстонии от немецких захватчиков[18].

## Отличившиеся воины
- Плешаков Алексей Сергеевич, майор, командир эскадрильи 703-го штурмового авиационного полка 281-й штурмовой авиационной дивизии 13-й воздушной армии Указом Президиума Верховного Совета СССР от 15 мая 1946 года удостоен звания Герой Советского Союза. Золотая Звезда № 8982.
- Ткачёв Николай Семёнович, капитан, командир эскадрильи 703-го штурмового авиационного полка 281-й штурмовой авиационной дивизии 13-й воздушной армии Указом Президиума Верховного Совета СССР от 19 августа 1944 года удостоен звания Герой Советского Союза. Золотая Звезда № 4058.

## Воины полка, совершившие огненный таран
Огненный таран совершили:
- 19 января 1944 года экипаж полка в составе: командир экипажа летчик полка младший лейтенант Щербина Виктор Алексеевич	и воздушный стрелок полка старший сержант Столяров Пётр Михайлович. Экипаж погиб, не награждался.

## Базирование полка
| Период               | Место базирования              |
| -------------------- | ------------------------------ |
| 08.1945 — 27.04.1946 | Лембите (Тарту), Эстонская ССР |